# Апраксин, Владимир Степанович
Влади́мир Степа́нович Апра́ксин (13 ноября 1796 — 1 июля 1833) — генерал-майор, владелец усадеб Ольгово и Брасово. Внук фельдмаршала С. Ф. Апраксина и княгини Н. П. Голицыной, знаменитой «Princesse Moustache» («Усатая княгиня»).

## Биография
Потомок нетитулованной ветви Апраксиных, единственный сын московского генерал-губернатора Степана Степановича Апраксина от брака его с княжной Екатериной Владимировной Голицыной. Воспитывался в Петербурге, в доме бабушки княгини Н. П. Голицыной (по её настоянию), где получил первоначальное образование. Был особенно ею любим и был единственным человеком, который её не боялся.
После окончания школы колонновожатых, 15 сентября 1811 года поступил на службу по квартирмейстерской части. 26 января 1812 года был произведён в прапорщики. Состоя при кирасирском корпусе, которым командовал его дядя, генерал-лейтенант князь Д. В. Голицын, Апраксин принимал участие в сражениях при Дрездене и Кульме, отличился в сражении под Лейпцигом, за что в феврале 1814 года был произведён в подпоручики. Был в сражении при Фер-Шампенуазе и при взятии Парижа в марте 1814 года.
25 апреля 1814 года был переведен в Конную гвардию и 17 июня 1815 года произведен в поручики. В марте 1817 года «в признательность за отличную службу» князя Д. В. Голицына и генерал-адъютанта графа П. А. Строганова, «как их племянник», Апраксин был пожалован во флигель-адъютанты; через год был произведён в штабс-ротмистры, 12 апреле 1820 — в ротмистры. С июля 1820 по апрель 1821 года находился в отпуске. 8 февраля 1824 года произведен в полковники, а 6 октября 1831 года получил чин генерал-майора с зачислением в свиту.
После смерти отца в 1827 году получил большое состояние (более 12 тысяч душ крестьян), обременённое долгами. Как хороший хозяин, Апраксин скоро привёл его в порядок. Для уплаты долгов ему пришлось продать несколько мелких имений, большое место в Петербурге, а в Москве знаменитый отцовский дом на Знаменке.

В своем любимом имении Брасове он сделал много улучшений, «облегчил участь крестьян, уничтожив все сборы коноплёю, холстами, устроил школу, откуда вышли отличные служащие по имению». Летом 1833 года Апраксин был в Курске, где после прогулки 29 июня в публичном городском саду вернувшись к себе, почувствовал сильную жажду, а 1 июля скончался от холеры. А. Я. Булгаков писал дочери:
В жару Апраксин пил все со льдом, на ночь наелся холодной ботвиньи с рыбой, пил только воду со льдом. Ночью послали за губернатором Демидовым и за доктором; этот, найдя Апраксина весьма испуганным, хотел прежде всего пустить кровь, но он не дался, пиявки одни воспаления остановить не могли, и он умер в 6 часов времени. Можешь себе представить, какой удар будет для матери, жены и особенно для старой княгини Woldemar, у которой было обожание к этому внуку.
 Тело было перевезено в Москву и похоронено в Новодевичьем монастыре. По отзывам современников, Апраксин был «очень весёлый, живой, умный и образованный человек», все его любили за доброту. Все его подчиненные, знакомые, слуги горько оплакивали столь преждевременную смерть.

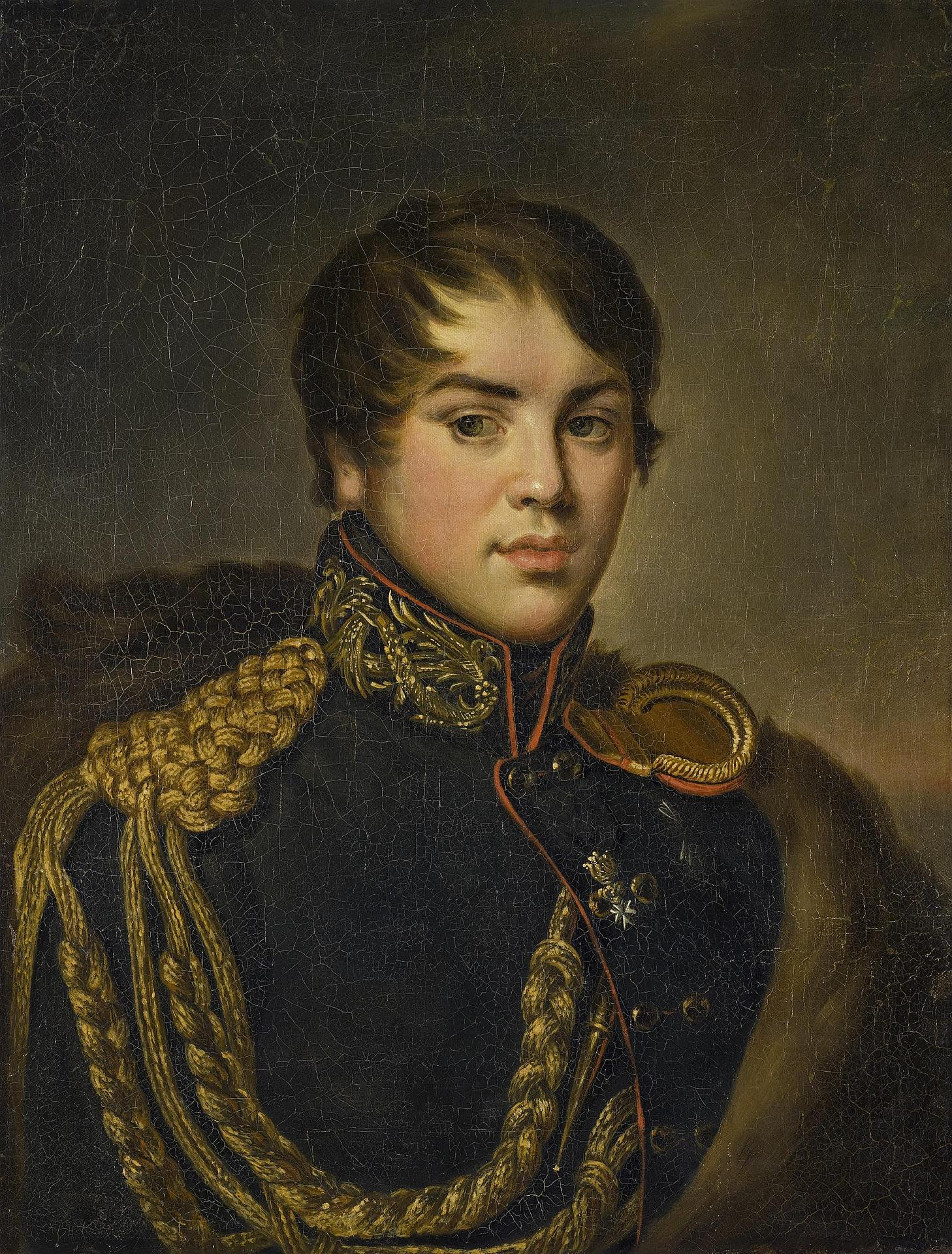
Портрет работы Александра Варнека, 1812 г.[комм. 1]
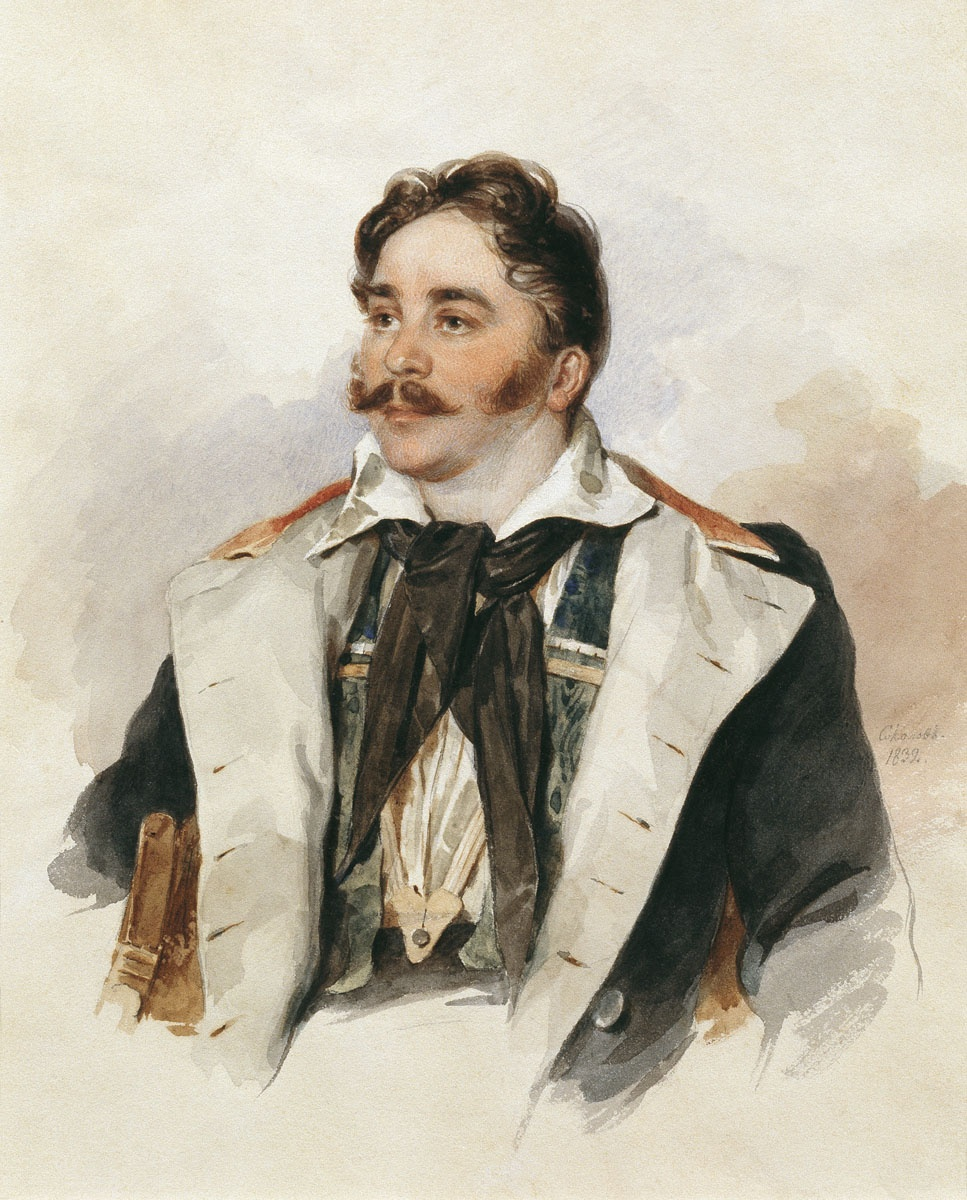
Портрет работы Петра Соколова, 1832 г.
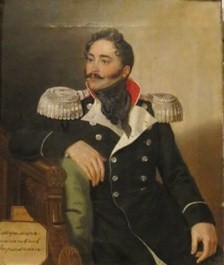
Портрет работы неизвестного художника, 1830-е гг.

## Семья

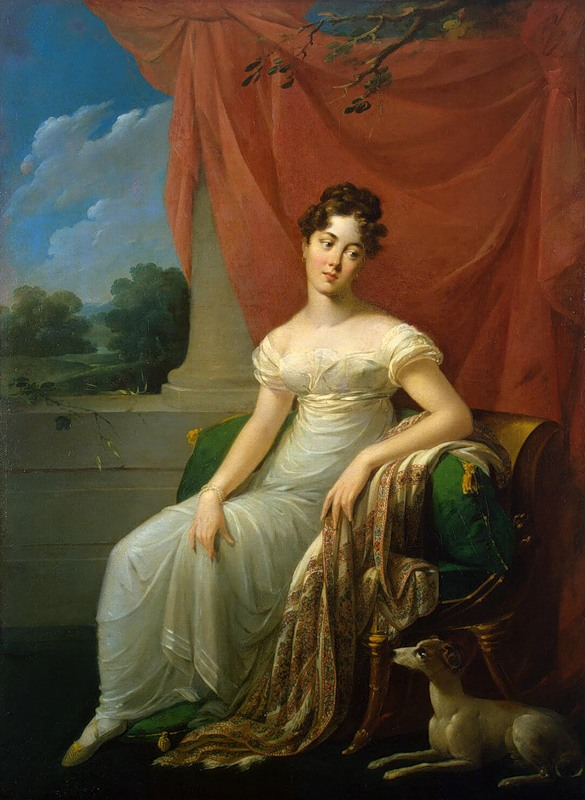
Софья Петровна Апраксина

С 13.07.1819 года был женат на своей троюродной сестре графине Софье Петровне Толстой (1800—1886), дочери русского посла в Париже, генерала Петра Александровича Толстого (1769—1844) и княжны Марии Алексеевны Голицыной (1772—1826). По описаниям современников, молодая Фофка Апраксина была «прекрасна собой, свежа и румяна, совершенная роза». Она была самой обворожительной красавицей, восхитительная, грациозная, умная, серьёзная, достаточно образованная и весьма начитанная прелестная светская женщина, в то же время глубоко верующая с твердыми, как кремень, правилами и убеждениями. Видевшая её в 1829 году Д. Фикельмон писала:
Прежде у неё было восхитительное лицо, хотя она еще молода, но уже подрастеряла свои прелести, однако сохранила осанку и некую удивительную миловидность в физиономии.
 Апраксина была добра, доступна и готова помочь всякому нуждающемуся. Была знакома со многими художниками и писателями. Летом 1847 года в её доме в Неаполе жил художник А. А. Иванов, часто бывал у неё Н. В. Гоголь, который высоко ценил доброжелательный характер и элегантность хозяйки. По словам А. О. Смирновой-Россет, Гоголь говорил, что любит Апраксину, и любовался ею, как светской дамой. Рано овдовев, она посвятила себя воспитанию детей и уходу за престарелым отцом. С 1848 года состояла гофмейстериной при дворе великой княгини Александры Иосифовны, но в 1854 году оставила эту должность. Скончалась в ноябре 1886 года и была похоронена рядом с мужем. В браке имела детей:
- Наталья Владимировна (03.05.1820[10]—24.09.1853[11]), крещена 18 мая 1820 года в Придворной церкви Зимнего дворца при восприемстве императрицы Марии Фёдоровны, фрейлина двора,  по словам современницы, была некрасива, но получила отменное воспитание и была весьма любезна[12]. Автор неопубликованных путевых записок на французском языке о поездке по Европе. Умерла от водянки, похоронена в Новодевичьем монастыре в Москве.
- Виктор Владимирович (1821—19.01.1898[13]), выпускник юридического факультета Московского университета, до 1850 года служил в Министерстве иностранных дел, церемониймейстер, в 1857—1866 годах орловский губернский предводитель дворянства. Был активным членом Московского императорского общества сельского хозяйства, награждён серебряной медалью Парижской выставки «за успехи в сельском хозяйстве». Будучи знатоком и любителем живописи, был знаком с художниками А. А. Ива́новым, П. Н. Орловым и Г. К. Михайловым. По отзывам современника, Апраксин, «игравший роль в псевдоконституционном движении дворянства 60-х годов, считался в опале, числился камергером и любил все новое критиковать, причем он мало заботился о том, чтоб его слушали»[14]. С 1848 года был женат на Александре Михайловне Пашковой (1829—1916), дочери М. В. Пашкова. Супруги жили в имении Брасово, славившемся своим устройством и конезаводом. После его продажи в 1882 году царскому дому жили в имении Ольгово, где навестивший Апраксиных Л. Н. Толстой был в восхищении от них и, «как художник, смаковал этих типичных представителей барства». Скончался от воспаления легких в Ольгово, похоронен в Новодевичьем монастыре. Потомства не оставил.
- Пётр Владимирович (1824—1831), умер во время эпидемии холеры.
- Мария Владимировна (30.12.1826—1887), крещена 26 января 1827 года в Пантелеимоновской церкви[15], крестница князя Д. В. Голицына и княгини Н. П. Голицыной; замужем за князем Сергеем Васильевичем Мещерским (1828—1856), их дочь графиня С. С. Игнатьева.
- Никанор Владимирович (1828—06.04.1829[16])
- Степан Владимирович (09.07.1830[17]—05.02.1831[18]), крещен 1 августа 1830 года в Пантелеимоновской церкви при восприемстве графа Е. П. Толстого и сестры Натальи.

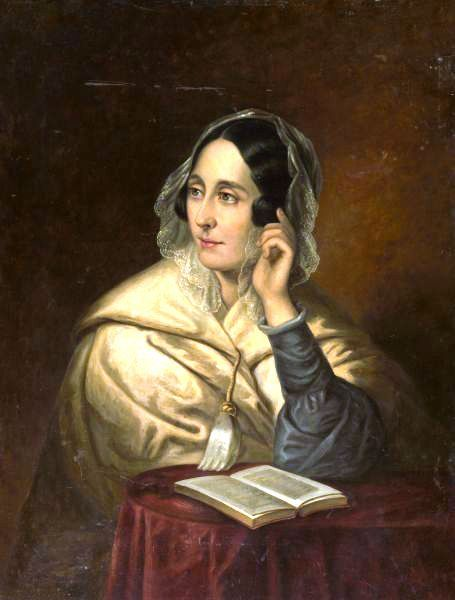
Софья Петровна, жена
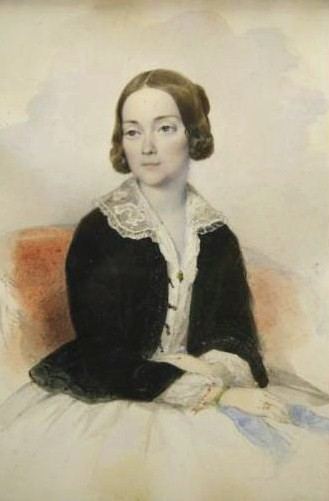
Наталья Владимировна, дочь
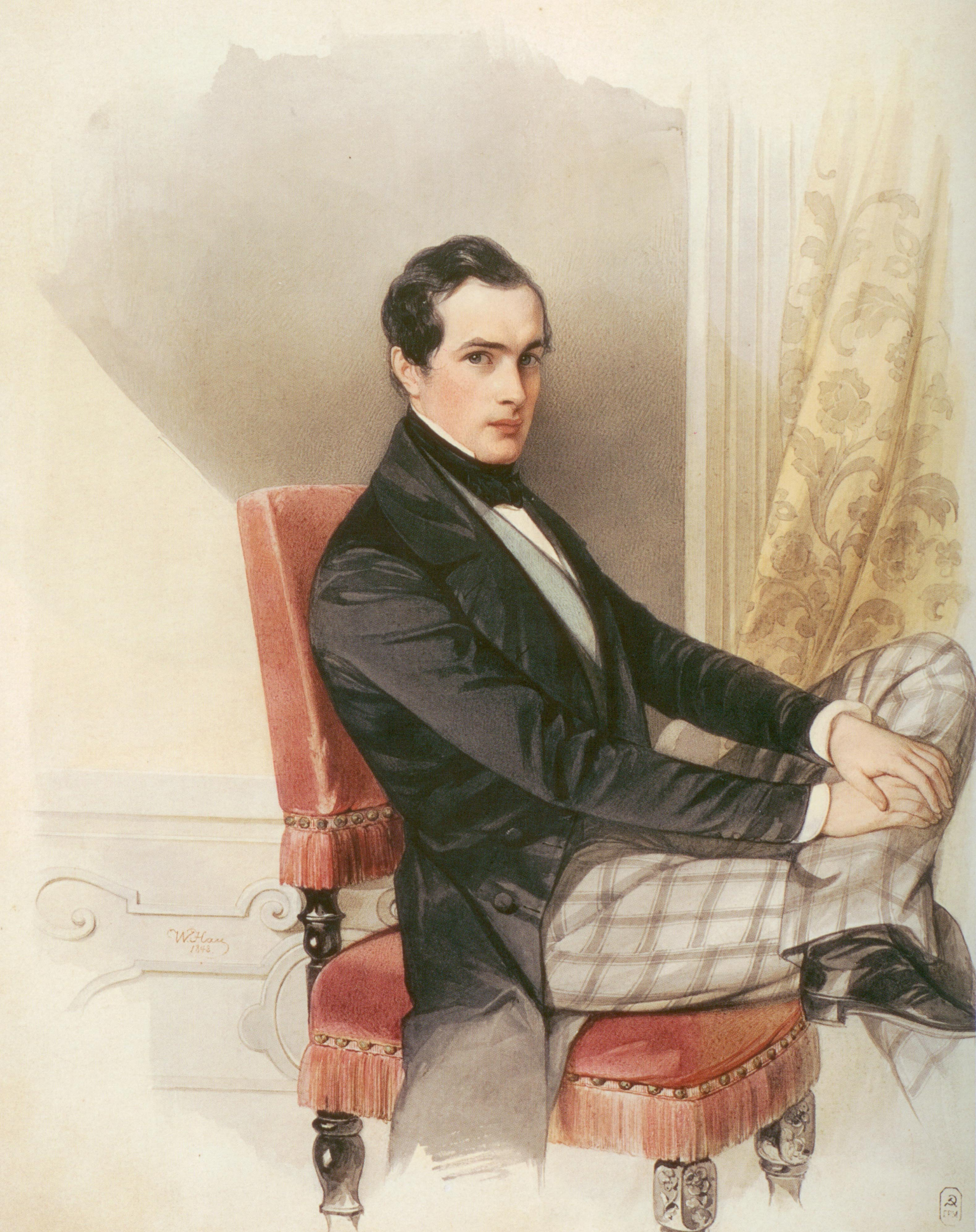
Виктор Владимирович, сын
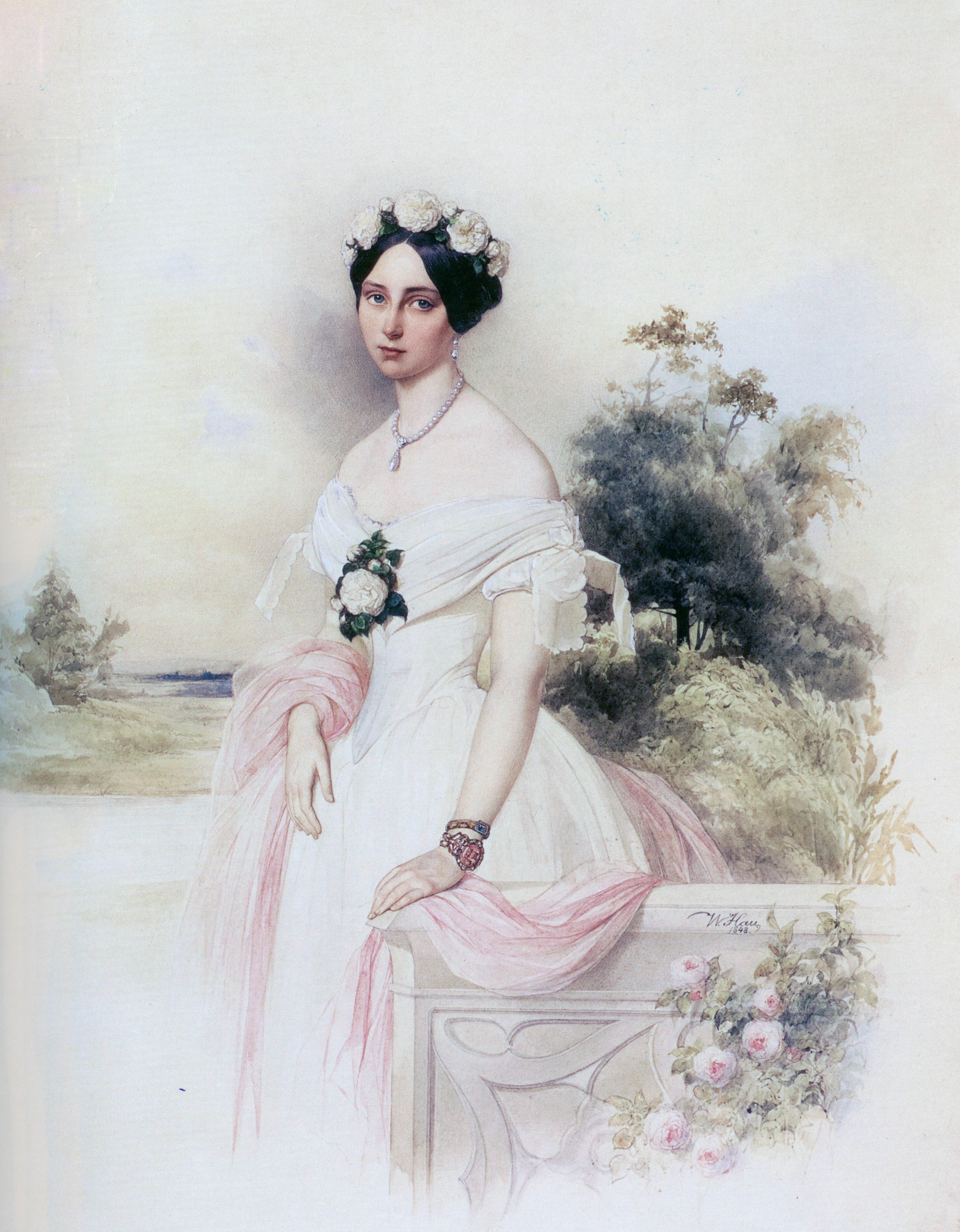
Александра Михайловна, невестка
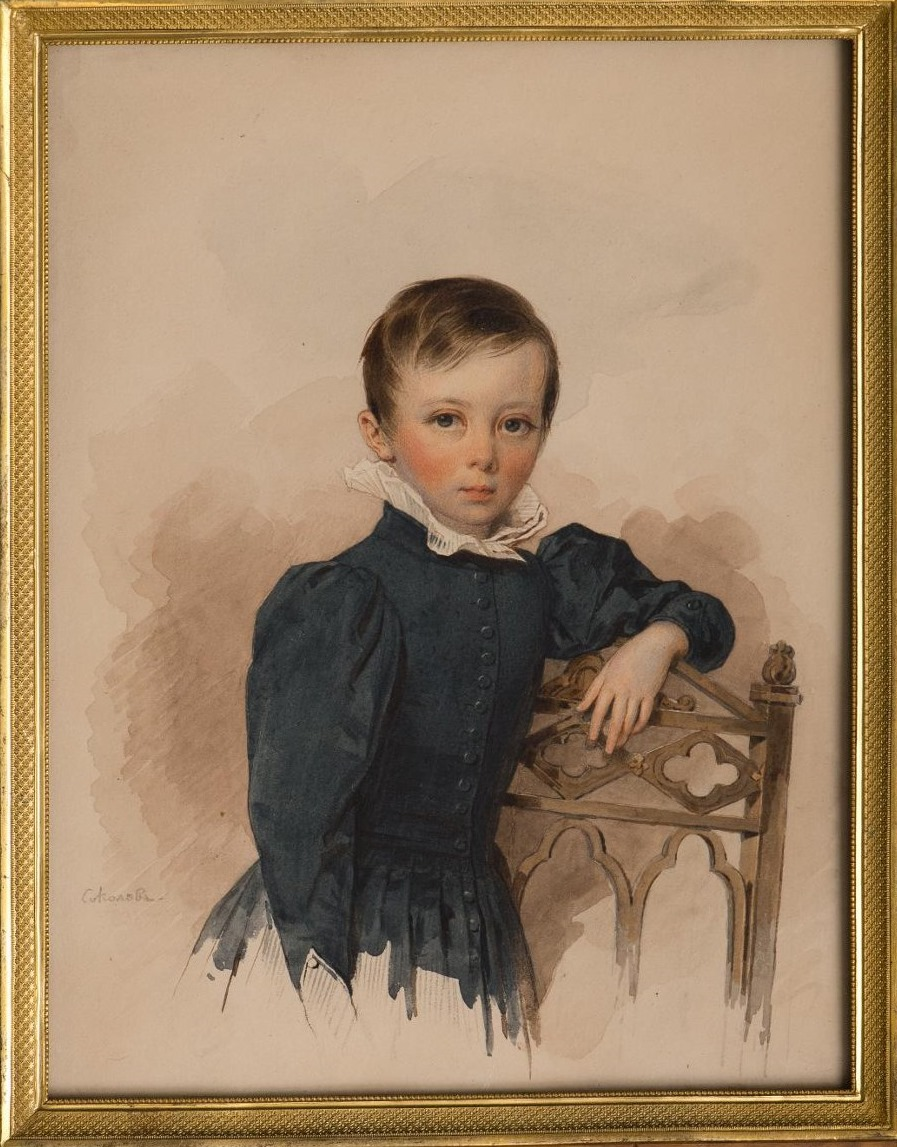
Пётр Владимирович, сын